# Сражение за Флорину
Сражение за Флорину (греч. Μάχη της Φλώρινας) — сражение, произошедшее 11-13 февраля 1949 года во время Гражданской войны в Греции. Коммунистическая Демократическая армия Греции потерпела поражение в попытке отбить город Флорину у правительственных войск. 
К началу 1949 года Демократическая армия Греции сохранила контроль над значительной частью Западной Македонии. Их оплотом был горный массив Вици, где было сконцентрировано около 10 тысяч бойцов. Целью коммунистов был захват какого-либо города, чтобы получить тактическое преимущество, поднять боевой дух партизан, расположить в нём своё так называемое «Временное демократическое правительство» и добиться политического признания из-за границы. Первая попытка была предпринята в Наусе, которую удалось захватить лишь на четыре дня (11-15 января).
После отстранения Маркоса Вафиадиса от командования руководство над генеральным штабом ДАГ принял Гиоргос Водициос («Гусиас»). Целью нападения была выбрана Флорина, хотя она имела сильный правительственный гарнизон. Близость её к границам Албании и Югославии предопределила выбор генсека КПГ Н. Захариадиса.
Флорину обороняла 2-ю дивизия под командованием генерал-майора Николаоса Пападопулоса, состоявшая из трех бригад, усиленная дополнительной артиллерией и танковым батальоном. Всего — 8000 солдат и 300 жандармов. Войска не только укрепились внутри города, но и заняли окружающие его стратегические высоты и в целом создали оборонительную полосу, частью которой был город. 
В составе наступающей ДАГ были четыре бригады с приданными подразделениями противотанкистов, зенитчиков, горной артиллерии и диверсантов, общей численностью около 7 тысяч человек. Наступление на Флорину планировалась на 10 февраля, но в последнюю минуту его перенесли на сутки позже. Это позволило генштабу греческой армии еще больше усилить гарнизон города, поскольку информация о готовящемся нападении уже была получена. К высокой степени сложности операции следует добавить неблагоприятные погодные условия и заваливший всё снег.
Атаки ДАГ на Флорину начались 12 февраля, в 3.30 утра, и проводились практически одновременно, что привело к захвату некоторых высот. Одной из бригад удалось ненадолго проникнуть в город. Правительственные войска немедленно контратаковали и выбили нападавших, захватив в плен около 200 человек. Во второй половине дня ДАГ предприняла последнюю атаку, которая также не удалась. Максимум, чего добились партизаны, — это захват высоты 1641 (Соличито). Правительственные подкрепления постоянно прибывали, силам ДАГ приходилось бороться с авиацией и бронетехникой.
15 февраля командование ДАГ отвело свои силы от так и не захваченного города. По оценкам, потери партизан составили более 800 человек убитыми и 930 ранеными; их трупы лежали рядами в поле на выезде из города. 350 человек были взяты в плен. Правительственные войска потеряли 44 убитых, 284 раненых и 35 пропавших без вести. 
Считается, что крах ДАГ в сражении за Флорину стал началом конца гражданской войны. Из-за больших потерь её силы практически не восстановились к летним боям 1949 года.